# Dave Finbow
David „Dave“ Finbow (* 27. Februar 1968) ist ein englischer Snookerspieler, der zwischen 1991 und 2005 für 14 Saisons auf der Profitour spielte und seit 2019 regelmäßig an unterschiedlichsten Amateurturnieren teilnimmt.

## Karriere
Finbow kommt aus Worcester. 1986 wurde er nationaler U19-Vize-Meister im English Billiards. Als Snookerspieler machte er erstmals auf sich aufmerksam, als er 1987 die Runde der letzten 32 der U21-Amateurweltmeisterschaft erreichte. Nachdem er 1988 sowohl in der Qualifikation für die English Amateur Championship als auch beim dritten Event der WPBSA Pro Ticket Series im Achtelfinale verloren hatte, unterlag er 1989 in der zweiten Runde der Professional Play-offs Andrew Cairns und im Finale der Qualifikation für die britische Meisterschaft Barry Pinches. 1991 erhielt er die Möglichkeit zur Teilnahme am World Masters, wo er nach einem Sieg über Geet Sethi Ex-Weltmeister Dennis Taylor unterlag. Anschließend, als die Profitour für alle Spieler geöffnet wurde, wurde Finbow Profispieler.

### Erste Profijahre
Finbows erste Profisaison war die Spielzeit 1991/92, die für Finbow erfolgreich verlief. Mehrfach erreichte er die letzten Qualifikationsrunden eines Turnieres; abgesehen von einer Teilnahme an der Runde der letzten 64 der Benson and Hedges Satellite Championship schied er beim Dubai Classic und bei den Strachan Open in der finalen Qualifikationsrunde aus. Diese überstand er dank eines Sieges über Brady Gollan beim Grand Prix, wo er anschließend in der Hauptrunde James Wattana, Doug Mountjoy und Mark Bennett besiegte und erst im Viertelfinale gegen den sechsfachen Ex-Weltmeister Steve Davis verlor. Durch diesen großen Erfolg schaffte er sofort den Sprung auf die Weltrangliste; er wurde auf dieser im Folgenden auf Rang 63 geführt, wodurch er sich die meisten Qualifikationsrunden ersparen konnte.
Die nächste Saison war geprägt von Niederlagen in den letzten beiden Qualifikationsrunden; selbst bei der Snookerweltmeisterschaft hinderte ihn lediglich eine 8:10-Niederlage gegen Dean Reynolds am Einzug ins Crucible. Allerdings schied er bei drei Turnieren erst in der ersten Hauptrunde, bei den British Open in der anschließenden Runde der letzten 32 und beim Dubai Classic erst im Achtelfinale aus. Dadurch gelang es ihm, seinen 63. Platz zu halten.
Ganz ähnlich verlief die Saison 1993/94: Während er häufig in der (vor-)letzten Qualifikationsrunde sowie bei den International Open in der Runde der letzten 64 und bei den Thailand Open in der Wildcard-Runde ausschied, musste er sich beim Dubai Classic und bei den Welsh Open erst in der Runde der letzten 32 geschlagen geben. Sein bestes Ergebnis erzielte er allerdings bei einem Turnier ohne Einfluss auf die Weltrangliste, als er beim ersten Event der Strachan Challenge bis ins Viertelfinale kam und erst dort gegen Stefan Mazrocis verlor. Auch wenn dieser Erfolg keinen Einfluss auf die Weltrangliste hatte, verbesserte er sich auf dieser deutlich, sodass er im Folgenden Rang 41 belegte.

### Hoch- und Tiefpunkte zwischen Rang 28 und 68
Etwas schlechter verlief generell die Saison 1994/95 mit zahlreichen frühen Niederlagen. Zu den besseren Ergebnissen gehörten je zwei Niederlagen in einer Runde der letzten 64 – bei den International Open und bei den British Open – beziehungsweise in einer Runde der letzten 48, hier bei den European Open und bei der Snookerweltmeisterschaft in Form der letzten Qualifikationsrunde. Sein bestes Ergebnis erzielte er beim Dubai Classic mit dem Erreichen der Runde der letzten 32. Dies wirkte sich auch auf die Weltrangliste in Form einer Verschlechterung um sieben Plätze aus.
Die folgende Saison war jedoch für Finbow erfolgreicher, als er bei nur drei von elf Turnieren vor der Runde der letzten 64 ausschied und er bei fünf Turnieren in die Runde der letzten 32 einzog. Während er beim Grand Prix und bei den German Open in dieser Runde ausschied, musste er sich bei den European Open erst im Achtelfinale geschlagen geben. Beim Thailand Classic und bei den International Open reichte es jedoch für das Viertelfinale, womit er seinen Rekord für das beste Ergebnis aus dem Jahre 1991 egalisierte, auch wenn bei beiden Turnieren in dieser Runde Schluss war. Diese Erfolge spiegelten sich auch auf der Weltrangliste wider, als er in der folgenden Saison mit Rang 28 die beste Platzierung seiner Karriere innehatte.
Während der Saison 1996/97 machten sich jedoch die Nachteile des Erfolgs bemerkbar: Finbow war dank seiner Weltranglistenposition direkt für fast alle Hauptrunden gesetzt, gewann jedoch während der gesamten Saison nur etwas mehr 15 % seiner Spiele; seine einzigen beiden Siege fuhr er gegen Jason Weston bei den German Open und gegen Leigh Griffin bei den International Open ein. Folglich rutschte er auf der Weltrangliste auf Rang 39 ab und verlor damit die gewonnenen Vorteile wieder. Die anschließende Saison verlief jedoch kaum besser; er gewann nur knapp 30 % seiner Spiele und kam dabei nie über die Runde der letzten 64 hinaus. Somit erweiterte sich sein Verlust auf der Weltrangliste deutlich: binnen zweier Saisons hatte er 40 Plätze verloren und belegte nun nur noch Rang 68.

### Letztes Formhoch und Karriereende
Die Saison 1998/99 hielt jedoch für Finbow eine Verbesserung der Form bereit: häufig gelang ihm der Einzug in die Hauptrunde eines Turnieres; je zweimal schied er in einer Runde der letzten 64 oder in einer Runde der letzten 48 aus. Gleich dreimal – beim Thailand Masters, beim China International und bei den British Open – zog er in eine Runde der letzten 32 ein, auch wenn er dort jeweils ausschied. Damit gelang ihm zugleich eine Trendwende auf der Weltrangliste: er verbesserte sich auf Rang 52. Nachdem er in der nächsten Saison trotz erneut mehrerer früher Niederlagen dreimal in einer Runde der letzten 64 verloren hatte und sich bei den China Open in der Runde der letzten 48 und beim Grand Prix in der Runde der letzten 32 geschlagen geben musste, setzte sich dieser Trend fort und er verbesserte sich auf Rang 39.
Auch im Laufe der Saison 2000/01 verlor er häufig früh, doch bei gleich drei Turnieren war erst in der Runde der letzten 48 Schluss. Sein bestes Ergebnis erzielte der Engländer jedoch beim Thailand Masters, wo er zum vierten Mal in seiner Karriere das Viertelfinale eines Ranglistenturnieres erreichte, ehe er in diesem John Higgins unterlag. Trotzdem rutschte er auf der Weltrangliste wieder auf Rang 47 ab. Die folgende Spielzeit setzte dabei den Trend der letzten fort, als er zweimal in einer Runde der letzten 48 ausschied und bei der UK Championship erst im Achtelfinale ausschied. Auf der Weltrangliste verlor er weitere zwei Plätze. Überschattet wurde die Saison 2001/02 dabei von Finbows Achtelfinalpartie bei der UK Championship gegen Ronnie O’Sullivan, die er beim Stande von 0:8 aufgab. Bereits ab dem ersten Frame habe er sich nicht gut gefühlt und es habe sich eine Panikattacke bei ihm eingestellt, sagte Finbow später. Zu diesem Zeitpunkt war Finbow mit seinem Snooker unzufrieden und er hatte bereits unter einer Angststörung gelitten, sodass er mit einem Karriereende zum Ende der Saison 2001/02 liebäugelte.
Trotzdem setzte Finbow seine Karriere mit der Saison 2002/03 fort, in der er allerdings auch seinen generellen Trend der frühen Niederlagen fortsetzte und erneut zweimal für ihn in einer Runde der letzten 48 Schluss war. Ebenfalls erneut war sein bestes Ergebnis eine Achtelfinalteilnahme, diesmal bei den European Open, wo es im Achtelfinale zu einem Wiedersehen mit Ronnie O’Sullivan kam, der diesmal mit 3:5 regulär siegte. In der nächsten Saison brach Finbows Form weiter ein und er gewann nur wenige Spiele, ohne eine einzige Runde der letzten 64 zu überstehen. Somit war er 2004 nur noch auf Rang 62 platziert. An der Saison 2004/05 nahm Finbow dann nur noch eingeschränkt teil, als er sich lediglich für den Grand Prix und die UK Championship anmeldete und dort jeweils gegen Neil Robertson sein Auftaktspiel verlor. Abgestürzt auf Platz 92 der Weltrangliste verlor Finbow anschließend nach 14 Saisons seinen Profistatus.

### Weiteres Leben
Nach fast anderthalb Jahrzehnten ohne Spiele nahm Finbow 2019 an der Q School teil; sein bestes Ergebnis war die viertletzte Runde beim zweiten Event. Durch seine Q-School-Teilnahme konnte Finbow an der Challenge Tour 2019/20 teilnehmen, wo er jedoch nie über eine Runde der letzten 32 hinaus kam. Zugleich nahm er an den WSF Open teil und schied in der Gruppenphase aus, während er beim Profiturnier Gibraltar Open in der dritten Qualifikationsrunde an Andrew Pagett scheiterte. Ebenso nahm Finbow an den Senior British Open teil und schied in der dritten Qualifikationsrunde aus. Auch 2020 und 2021 nahm er an der Q School teil, beim dritten Event 2021 kam er sogar bis ins Halbfinale seiner Gruppe.

## Erfolge
| Ausgang         | Jahr | Turnier                                          | Finalgegner   | Ergebnis |
| --------------- | ---- | ------------------------------------------------ | ------------- | -------- |
| Amateurturniere |      |                                                  |               |          |
| Zweiter         | 1986 | Nationale U19-Meisterschaft im English Billiards | Mike Russell  | 279:428  |
| Zweiter         | 1989 | English Amateur Championship – South             | Barry Pinches | 3:8      |